# Eduardo de Almeida
Eduardo Luiz Paulo Riesencampf de Almeida (24 de outubro de 1933) é um arquiteto brasileiro.
Graduou-se arquiteto pela Faculdade de Arquitetura e Urbanismo da Universidade de São Paulo em 1960. Estudou na Faculdade de Arquitetura e Urbanismo de Florença, Itália, em 1962, onde cursou Desenho Industrial e História da Arte e da Arquitetura e foi aluno de Leonardo Benevolo.
É doutor pela FAU-USP (1971), onde lecionou Desenho Industrial e Projeto de Edificações e atuou intensamente como orientador e professor na pós-graduação.
Arquiteto autor de mais de 240 projetos e obras desenvolvidos ao longo de 50 anos de atividade profissional, gerando uma produção bastante variada em escala, uso ou contexto. 
Eduardo é um dos principais nomes da arquitetura brasileira e fazia parte de um grupo de admiradores de Frank Lloyd Wright da Faculdade de Arquitetura e Urbanismo da Universidade de São Paulo e foi um dos responsáveis pela afirmação do modernismo no Brasil. 

## Principais projetos

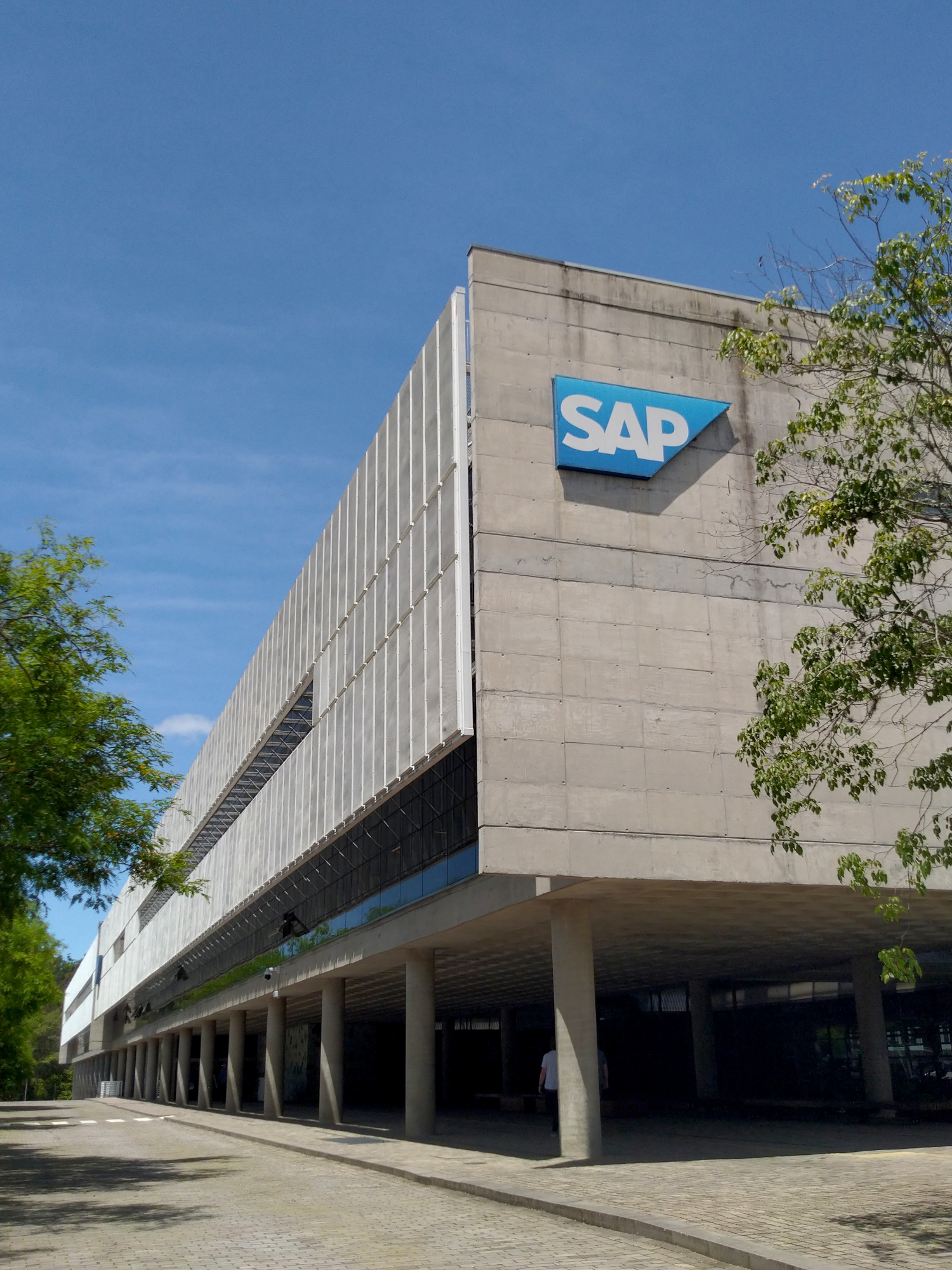
Prédio da SAP Brasil, em São Leopoldo, Rio Grande do Sul

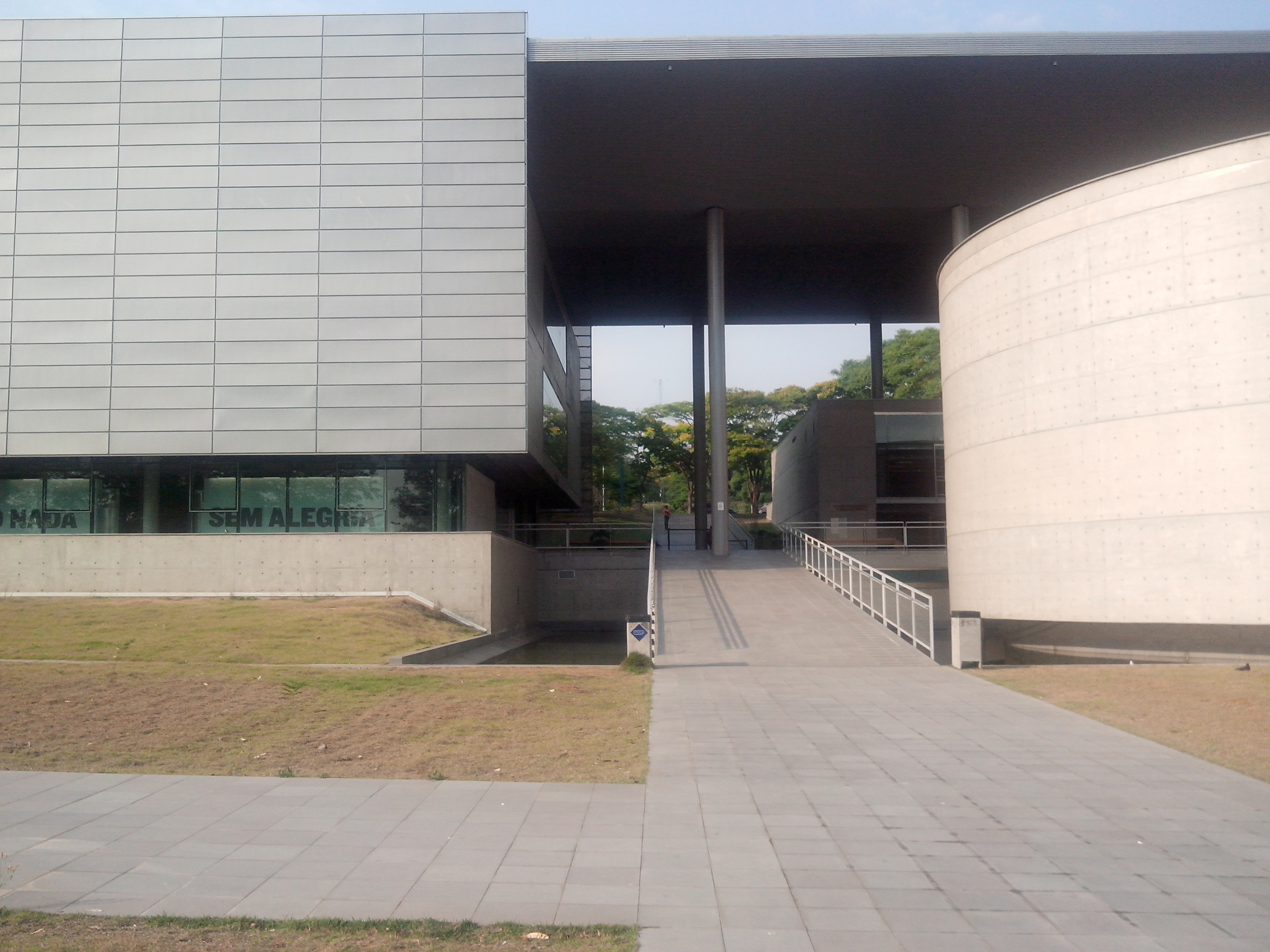
Imagem externa da Biblioteca Guita e José Mindlin.

- Conjunto Residencial Gemini, São Paulo (1966)[4]
- Escola Jardim Carmella II, Guarulhos (1997)[5]
- Fazenda Água Comprida, Uberaba (1988)
- Residência Pacheco e Silva, São Paulo (1997-1999)
- Residência Eduardo de Almeida, Paraty[6]
- Residência Reichstul, São Paulo (1993-94)
- Residência Max Define, São Paulo (1976-78)
- Residência Jean Sigrist, São Paulo (1973-76)
- Residência Fernando de Almeida, São Paulo (1969)
- Residência Pedro Tassinari, São Paulo (1965-71)
- Sede da SAP Labs Brazil, São Leopoldo (2007)[7][8]
- Biblioteca Brasiliana Guita e José Mindlin, Universidade de São Paulo, São Paulo (2007-2013)

## Prêmios e honores
- Prêmio APCA Arquitetura pelo conjunto da obra, em 2022
- Primeiro prêmio no Concurso de Anteprojetos para o Novo Campus da Fundação Getúlio Vargas, em 1995
- Menção Honrosa no Concurso Internacional de Projetos para o Museu Costantini – Buenos Ayres, Argentina, em 1997
- Edifício Gemini - Prêmio na categoria Habitação Coletiva – Obra Construída - IAB, em 1974
- 2º Lugar no Concurso Nacional de anteprojetos para a sede da Secretaria da Agricultura do Estado de São Paulo, em 1968